# Zeuxine
Zeuxine es un género de orquídeas perteneciente a la subfamilia Orchidoideae.

## Hábitat
Las especies se encuentran en el Viejo Mundo donde crecen en los bosques sombríos excepto uno Zeuxine strateumatica (L.) Schltr. que crece en praderas abiertas y ha emigrado al Nuevo Mundo y se encuentran en los Everglades al sur de Florida como un orquídea de tamaño miniatura que crece terrestre en clima frío o cálido.

## Descripción
Las flores son usualmente pequeñas, tubulares o subcampanuladas, tienen un sépalo dorsal erecto, saliendo sépalos laterales, los pétalos son más pequeños que los sépalos y se encuentran en la base y lados de la columna. El labelo tiene tres lóbulos más o menos adheridos a la base y a la columna.

## Especies deZeuxine
A continuación se brinda un listado de las especies del género Zeuxine aceptadas hasta mayo de 2011, ordenadas alfabéticamente. Para cada una se indica el nombre binomial seguido del autor, abreviado según las convenciones y usos y la publicación válida.
- Anexo:Especies de Zeuxine

## Sinonimia
- Adenostylis Blume (1825)
- Psychechilos Breda (1827)
- Tripleura Lindl. (1833)
- Strateuma Raf. (1837)
- Monochilus Wall. ex Lindl. (1840)
- Haplochilus Endl. (1841)
- Heterozeuxine T. Hashim. (1986)[2]